# Mary Antoinette Rivero
Mary Antoinette Rivero –conocida como Toni Rivero– (Makati, 26 de febrero de 1988) es una deportista filipina que compitió en taekwondo. Ganó una medalla en los Juegos Asiáticos de 2006, y dos medallas en el Campeonato Asiático de Taekwondo en los años 2004 y 2008.

## Palmarés internacional
| Juegos Asiáticos    | Juegos Asiáticos         | Juegos Asiáticos  | Juegos Asiáticos |
| Año                 | Lugar                    | Medalla           | Categoría        |
| ------------------- | ------------------------ | ----------------- | ---------------- |
| 2006                | Doha (Catar)             | Medalla de plata  | –67 kg           |
| Campeonato Asiático |                          |                   |                  |
| Año                 | Lugar                    | Medalla           | Categoría        |
| 2004                | Seongnam (Corea del Sur) | Medalla de bronce | –67 kg           |
| 2008                | Luoyang (China)          | Medalla de plata  | –67 kg           |